# 김문학
김문학(金文學, 1962년 ~ )은 일본의 교육인 및 대학교수이며 중국 교포출신의 학자겸 작가로서 일본에 귀화한 한국계 일본인의 비교문학자이다. 중화인민공화국 만주 선양 출신이다. 1985년 둥베이 사범 대학(东北师范大学) 일본문학과를 졸업하고 일본으로 유학, 1994년 도시샤 대학 석사 과정을 수료했다. 2001년 히로시마 대학 대학원 박사 과정을 수료했다. 지금은 구레 대학 사회정보학부 강사이다.
형제인 김명학과 함께 일본에서 동아시아문화를 비교하는 글을 펴냈고, 일부는 한국에서도 출판되기도 했다.

## 저서

### 저작
- 《미운 한국인》
- 《나련》(裸戀)
- 《가면의 세계 백색 세계——일한비교문화론》
- 《중국인유학 일본백년사》
- 《중국인의 잠재력》
- 《중국의 성문화》
- 《일본문화의 개요》
- 《중국인 일본인 한국인》
- 《중국 조선족 대(大) 개조론》
- 《동아삼국지》（東亞三國志, 다른 이름은 裸の三國志）
- 《신(新)·미운 일본인》

### 소설
- 장편소설《천마연대기》(天馬年代記)

## 같이 보기
- 가세 히데아키
- 일본회의
- 오선화(고젠카)
- 강정구
- 김완섭
- 박노자
- 마광수
- 진중권